# Sara Seegar
Sara Seegar Stone (1 de julio de 1914 – 12 de agosto de 1990) fue una actriz teatral, cinematográfica y televisiva estadounidense, más conocida por su papel de "Mrs. Wilson" durante la temporada de 1963 de la serie televisiva Dennis the Menace.

## Primeros años
Nacida en Greentown, Indiana, su nombre completo era Sara Frances Seegar, y era la más joven de cinco hermanas, una de ellas la actriz Miriam Seegar. Estudió en Londres y en París, pero finalmente se graduó en la Hollywood High School y recibió un título de arte dramático emitido por el Los Angeles City College.
Finalizada su formación, Seegar fue actriz teatral en Londres, iniciando su carrera con Three Men on a Horse. Ella siguió actuando en Londres hasta el inicio de la Segunda Guerra Mundial, momento en el cual volvió a los Estados Unidos.

## Carrera
A partir de 1940, Seegar actuó en el circuito de Broadway, en el cine, la radio y la televisión. Trabajó con regularidad como actriz de carácter en televisión en los años 1950 y 1960, con papeles en Suspense, Perry Mason, y The Donna Reed Show, interpretando también a diferentes personajes en la serie Bewitched.
En la temporada 1962-63 de Dennis the Menace, Seegar encarnó a Eloise Wilson, la mujer de John Wilson, reemplazando a Sylvia Field, que había interpretado a Martha Wilson - la original "Mrs. Wilson" – desde 1959 a 1962. Field dejó la serie tras fallecer Joseph Kearns (George Wilson). Gale Gordon empezó entonces a actuar en el papel de John Wilson, el hermano de George.

## Vida personal
Sara Seegar conoció a Ezra Stone mientras ambos actuaban en Horse Fever en el circuito de Broadway en 1940. Se casaron el 5 de octubre de 1942, y tuvieron un hijo, Josef Seegar Stone (1944-2010) y una hija, Francine Lida Stone.
Sara Seegar falleció en 1990 en Langhorne, Pensilvania, a causa de una hemorragia cerebral. Sus restos fueron incinerados, y las cenizas esparcidas en la Stone Meadows Farm en Newtown (condado de Bucks, Pensilvania).

## Actuaciones seleccionadas

### Teatro en Broadway
- At War with the Army (1949)
- School for Scandal (1953)
- Ernest in Love (1960)

### Radio
- The Aldrich Family

### Cine
- Dead Men Tell No Tales (1938)
- Vivir de ilusión (1962)

### Televisión
- The Andy Griffith Show (1960-1962)
- Dennis the Menace (1962-1963)
- Bewitched (1964-1972)
- The Brady Bunch (1972)
- The Jeffersons (1978)